# Uprava za hrano in zdravila
Uprava za hrano in zdravila (angleško Food and Drug Administration, kratica FDA) je ameriški vladni urad za prehrano in zdravila, ki je pod okriljem ministrstva ZDA za zdravje.

## Prevodi imena
Ob najpogostejši zvezi se pojavljajo tudi Zvezna agencija za hrano in zdravila, Zvezni urad za hrano in zdravila, Zvezni urad za živila in zdravila, Ameriški vladni urad za zdravila in prehrano.

## Vloga in funkcije
Poglavitna naloga urada je skrb za javno zdravstvo v Združenih državah Amerike. FDA nadzira varnost in učinkovitost humanih in veterinarskih zdravil, bioloških proizvodov, medicinskih pripomočkov, živil in sevajočih naprav. Nadzoruje doma izdelane proizvode in proizvode, ki se uvozijo v ZDA.
Vloga urada je tudi izboljšanje javnega zdravstva, in sicer s pospeševanjem in promoviranjem raziskav in inovacij na področju zdravil in prehrane.
Vsako zdravilo, ki je na ameriškem tržišču, mora pri FDA pridobiti dovoljenje za promet.